# قصوان سوري
قصوان سوري (الاسم العلمي:Cirsium syriacus) هو نوع من النباتات يتبع جنس القصوان من الفصيلة النجمية.